# Egon Zöller
Egon Zöller, född 1847, död 1891, var en tysk skriftställare.
Zöller, som var byggnadsinspektör i Kleve och gift med en svenska, bidrog till att göra den svenska filosofin bekant i Tyskland genom Schweden, Land und Volk (1882) och Der Gottesbegriff in der neueren schwedischen Philosophie, mit besonderer Berücksichtigung der Weltanschauungen Boströms und Lotzes (1889). Han skrev dessutom bland annat Über den Grund und das Ziel der menschlichen Entwickelung und die Bedeutung unserer Vorstellung des Unendlichen (1883).